# 北巴納特區
北巴納特区（羅馬化：Severnobanatski okrug）是塞爾維亞伏伊伏丁那自治省东北部的行政区，行政中心为基金達。该区東鄰羅馬尼亞，北鄰匈牙利，中被蒂薩河分為不平均的兩半。行政区面積为2,329平方公里，2020年人口数量为117,896人。

## 城市和市镇
北巴纳特区的范围包括一个城市和5个市镇：
- 基金达（城市）
- 阿達
- 乔卡
- 卡尼扎
- 新克內熱瓦茨
- 森塔

值得一提的是，卡尼扎、森塔和阿达三个市镇位于巴奇卡地理区域内，因为巴奇卡地区和巴納特地区的自然边界是蒂萨河。